# Lindenberg (Ahrensfelde)
Lindenberg è una frazione del comune tedesco di Ahrensfelde; comprende la località abitata di Neu-Lindenberg e Klarahöh.

## Storia
Lindenberg fu citata per la prima volta nel XIV secolo, e costituiva un piccolo centro rurale.
Il 26 ottobre 2003 il comune di Lindenberg fu fuso con i comuni di Ahrensfelde, Blumberg ed Eiche, formando il nuovo comune di Ahrensfelde-Blumberg, dal 2004 denominato semplicemente Ahrensfelde.